# Nuevo Casas Grandes
Nuevo Casas Grandes è una municipalità dello stato di Chihuahua, nel Messico settentrionale, il cui capoluogo è la località omonima.
Conta 59 337 abitanti (2010) e ha una estensione di 2647,43 km².  	
Già facente parte del comune di Casas Grandes, venne così denominato al momento della divisione.